# Можаров-Майданский сельсовет
Можаров-Майданский сельсове́т — сельское поселение в составе Пильнинского района Нижегородской области России. Административный центр — село Можаров Майдан.

## История
Статус и границы сельского поселения установлены Законом Нижегородской области от 15 июня 2004 года № 60-З «О наделении муниципальных образований - городов, рабочих посёлков и сельсоветов Нижегородской области статусом городского, сельского поселения».

## Население
| 2002  | 2010  | 2012  | 2013  | 2014  | 2015  | 2016  |
| ----- | ----- | ----- | ----- | ----- | ----- | ----- |
| 1805  | ↘1407 | ↘1394 | ↘1378 | ↘1360 | ↘1330 | ↘1306 |
| 2017  | 2018  | 2019  | 2020  | 2021  |       |       |
| ↗1307 | ↘1260 | ↘1235 | ↘1227 | ↘1151 |       |       |

## Состав сельского поселения
| № | Населённый пункт | Тип населённого пункта       | Население |
| - | ---------------- | ---------------------------- | --------- |
| 1 | Арьевка          | село                         | ↘174      |
| 2 | Добровольевка    | деревня                      | ↘78       |
| 3 | Лисья Поляна     | село                         | ↘68       |
| 4 | Межное-Майдан    | деревня                      | ↘29       |
| 5 | Можаров Майдан   | село, административный центр | ↘963      |
| 6 | Рыхловка         | деревня                      | ↘43       |
| 7 | Саранка          | деревня                      | ↘37       |
| 8 | Шахово           | деревня                      | ↘15       |

## Примечание
1. ↑  Нижегородская область. Общая площадь земель муниципального образования. Дата обращения: 7 января 2016. Архивировано 13 июня 2018 года.
2. 1 2  Итоги Всероссийской переписи населения 2020 года (по состоянию на 1 октября 2021 года)
3. ↑  Закон Нижегородской области от 15 июня 2004 года № 60-З «О наделении муниципальных образований - городов, рабочих посёлков и сельсоветов Нижегородской области статусом городского, сельского поселения». Дата обращения: 7 января 2016. Архивировано 5 ноября 2016 года.
4. 1 2 3 4 5 6 7 8 9  Всероссийская перепись населения 2010 года. Численность и размещение населения Нижегородской области
5. ↑  Численность населения Российской Федерации по муниципальным образованиям. Таблица 35. Оценка численности постоянного населения на 1 январ
6. ↑  Численность населения Российской Федерации по муниципальным образованиям на 1 января 2013 года. Таблица 33. Численность населения городских округов, муниципальных районов, городских и сельских поселений, городских населённых пунктов, сельских населённых пунктов — Росстат, 2013. — 528 с.
7. ↑  Таблица 33. Численность населения Российской Федерации по муниципальным образованиям на 1 января 2014 года
8. ↑  Численность населения Российской Федерации по муниципальным образованиям на 1 января 2015 года
9. ↑  Численность населения Российской Федерации по муниципальным образованиям на 1 января 2016 года — 2018.
10. ↑  Численность населения Российской Федерации по муниципальным образованиям на 1 января 2017 года — М.: Росстат, 2017.
11. ↑  Численность населения Российской Федерации по муниципальным образованиям на 1 января 2018 года — М.: Росстат, 2018.
12. ↑  Численность населения Российской Федерации по муниципальным образованиям на 1 января 2019 года
13. ↑  Численность населения Российской Федерации по муниципальным образованиям на 1 января 2020 года
14. ↑  Всероссийская перепись населения 2010 года. Численность и размещение населения Нижегородской области. Дата обращения: 30 июля 2014. Архивировано 16 июля 2020 года.